# Abbey Hulton United F.C.
Câu lạc bộ bóng đá Abbey Hulton United là một câu lạc bộ bóng đá có trụ sở tại Abbey Hulton, ở Stoke-on-Trent, Anh. Đội hiện là thành viên của North West Counties League Division One South.

## Lịch sử
Câu lạc bộ được thành lập vào năm 1947. Họ tham gia Longton League, trước khi chuyển sang Burslem & Tunstall League. Câu lạc bộ là Á quân của Division Two vào mùa giải 1973-74 và giành được cú đúp danh hiệu Division One và League Cup vào mùa giải 1978-79. Sau đó, họ chuyển đến Fenton & District League và là á quân của Division One trong mùa giải 1981-82 trước khi giành được chức vô địch Division One, League Cup và Charity Cup vào mùa giải 1982-83.
Năm 1985, Abbey Hulton gia nhập North Staffs Alliance League sau khi chuyển đến Birches Head Road Ground của họ. Hai mùa giải sau, đội chuyển đến Staffordshire County League. Sau khi giành cú đúp Division One và League Cup vào mùa giải 1997-98, the club transferred to the Midland League. Đội là nhà vô địch Midland League mùa giải 2003-04. Khi giải đấu hợp nhất với Staffordshire County League để tạo thành Staffordshire County Senior League, Abbey Hulton được xếp vào Premier Division.
Đội từng là nhà vô địch Staffordshire County Senior League trong mùa giải 2016-17, giành quyền thăng hạng lên Division One của North West Counties League.

## Sân vận động
Trong 15 năm tồn tại đầu tiên, câu lạc bộ đã chơi trên một địa điểm thuộc sở hữu của hội đồng, với các phòng thay đồ nằm cách đó hơn một dặm. Năm 1962, họ chuyển đến Bucknall Park, nơi họ đã chơi trong 23 năm tiếp theo. Năm 1985, câu lạc bộ đã mua một hợp đồng thuê 99 năm trên một mảnh đất trên Birches Head Road, nơi họ xây dựng một hội quán và thành lập sân vận động hiện tại.

## Danh hiệu
- Midland League
  - Vô địch 2003-04
- Staffordshire County League
  - Vô địch Division One 1997-98
  - Vô địch League Cup 1997-98
- Fenton & District League
  - Vô địch Division One 1982-83
  - Vô địch League Cup 1982-83
  - Vô địch Charity Cup 1982-83
- Burslem & Tunstall League
  - Vô địch Division One 1978-79
  - Vô địch League Cup 1978-79